# Simona Mușat
Simona Dumitrița Mușat (* 16. September 1981 in Botoșani, Rumänien; Geburtsname Simona Dumitrița Strimbeschi) ist eine ehemalige rumänische Ruderin. Sie ist zweifache Europameisterin sowie Olympiateilnehmerin für Rumänien.

## Karriere
Erste internationale Erfolge gelangen Mușat unter ihrem Geburtsnamen Strimbeschi bei zwei Teilnahmen an den Weltmeisterschaften der Junioren in den Jahren 1998 und 1999 mit dem Gewinn je einer Gold- und Silbermedaille im Doppelvierer. Sie ruderte danach einige Jahre im U23-Bereich und gewann hier drei weitere Medaillen der Jahrgangs-Weltmeisterschaften in verschiedenen Riemenbooten. Im Vorfeld der Olympischen Sommerspiele 2004 gelang ihr allerdings nicht nachhaltig der Sprung in die Riemenboote der offenen Altersklasse, da sich hier bereits viele sehr erfolgreiche Ruderinnen um die Startplätze in den Booten bewarben. Im geskullten Doppelvierer nahm sie dennoch an den Ruder-Weltmeisterschaften 2003 teil und belegte Platz 10, und im Folgejahr schaffte sie die Qualifikation für den Doppelzweier in Athen. Mit Camelia Mihalcea belegte sie dort den fünften Platz im olympischen Finale.
Nach den Spielen von Athen beendeten viele der Ruderinnen aus dem olympischen Goldachter ihre Karrieren, und Mușat konnte sich wie einige andere junge Ruderinnen auch im Achter etablieren. Bei den Ruder-Weltmeisterschaften 2005 gewann sie die Silbermedaille in dieser Bootsklasse und ging zusätzlich im Zweier ohne Steuerfrau mit Rodica Șerban an den Start (Platz 4). 2006 war der Achter nicht schlagkräftig und belegte Platz 6 bei den Weltmeisterschaften. Im Folgejahr konnte Mușat erneut doppelt starten und eine weitere WM-Silbermedaille im Achter und einen vierten Platz im Doppelzweier (mit Ioana Rotaru) erreichen. Im gleichen Jahr gelang dem rumänischen Frauen-Achter mit Mușat an Bord der erste von zahlreichen Siegen bei den neu eingeführten Ruder-Europameisterschaften. Diesen Erfolg konnte die Mannschaft 2008 wiederholen, als Mușat weiter zur Mannschaft gehörte. Bei ihrem zweiten olympischen Start bei den Spielen von Peking errang sie die Bronzemedaille hinter den USA und den Niederlanden und beendete danach ihre internationale Karriere.
Mușat startete für die Vereine Botoșani CS und Dinamo Bukarest CS. Bei einer Körperhöhe von 1,83 m betrug ihr Wettkampfgewicht rund 80 kg.